# Neoklis Sylikiotis
Neoklis Sylikiotis (Limasol, 24 januari 1959) is een Cypriotisch politicus voor de Progressieve Partij van de Arbeiders en lid van het Europees Parlement.
Sylikiotis heeft werktuigbouwkunde gestudeerd aan de Rheinisch-Westfälische Technische Hochschule in Aken. Van september 2006 tot juli 2007 en van maart 2008 tot maart 2012 was hij minister van Buitenlandse Zaken. Vervolgens was hij van maart 2012 tot februari 2013 minister van Energie, Handel, Industrie en Toerisme. Tijdens het Cypriotische voorzitterschap van de Raad van de Europese Unie in 2012 was hij de voorzitter van de raad van ministers voor Internationale Handel, Energie en Concurrentievermogen. Syklikiotis is sinds juli 2014 lid van het Europees Parlement en vicevoorzitter van de Confederale Fractie Europees Unitair Links/Noords Groen Links. In het Europees Parlement is hij lid van de 'Commissie industrie, onderzoek en energie' en de 'Delegatie voor de betrekkingen met de Raad van het Palestijnse Zelfbestuur'.